# FK Buxoro
El FK Buxoro es un club de fútbol de la ciudad de Bujará, Uzbekistán. Fue fundado en 1989 y disputa sus partidos como local en el Buxoro Sport Majmuasi, con capacidad para 25 520 espectadores. Su color tradicional es el azul y juega en la Liga Uzbeka.

## Historia

### Cambios de nombre
- 1960—1967: Bukhoro
- 1967—1980: Fakel
- 1980—1988: Bukhoro
- 1989—1997: Nurafshon
- 1997 — Buxoro

En 1988 se fundó en Bujará un club de gimnasia colectiva de la planta de refinería petrolífera de Bujará "BuharaGusht". El club de fútbol fue renombrado Nurafshon en 1989 y que continuó la tradición del club anterior. En 1990-91 el equipo jugó en el segundo campeonato de la liga del equipo de fútbol nacional de la URSS.
Desde el año 1992 el equipo pasó a formar parte del Campeonato de Fútbol de Uzbekistán. En 2006 el club fue renombrado, nuevamente, Buxoro. El fundador principal del club es la refinería de petróleo de Bujará. En 1994 el equipo obtuvo el segundo lugar en el Campeonato uzbeko participó en la Copa de los países de la CEI y del Báltico.
El jugador con más partidos disputados con el Buxoro es Umur Ilkhom con 206, mientras que el máximo goleador histórico del club es Yuri Ageev con 51 goles.

## Estadio

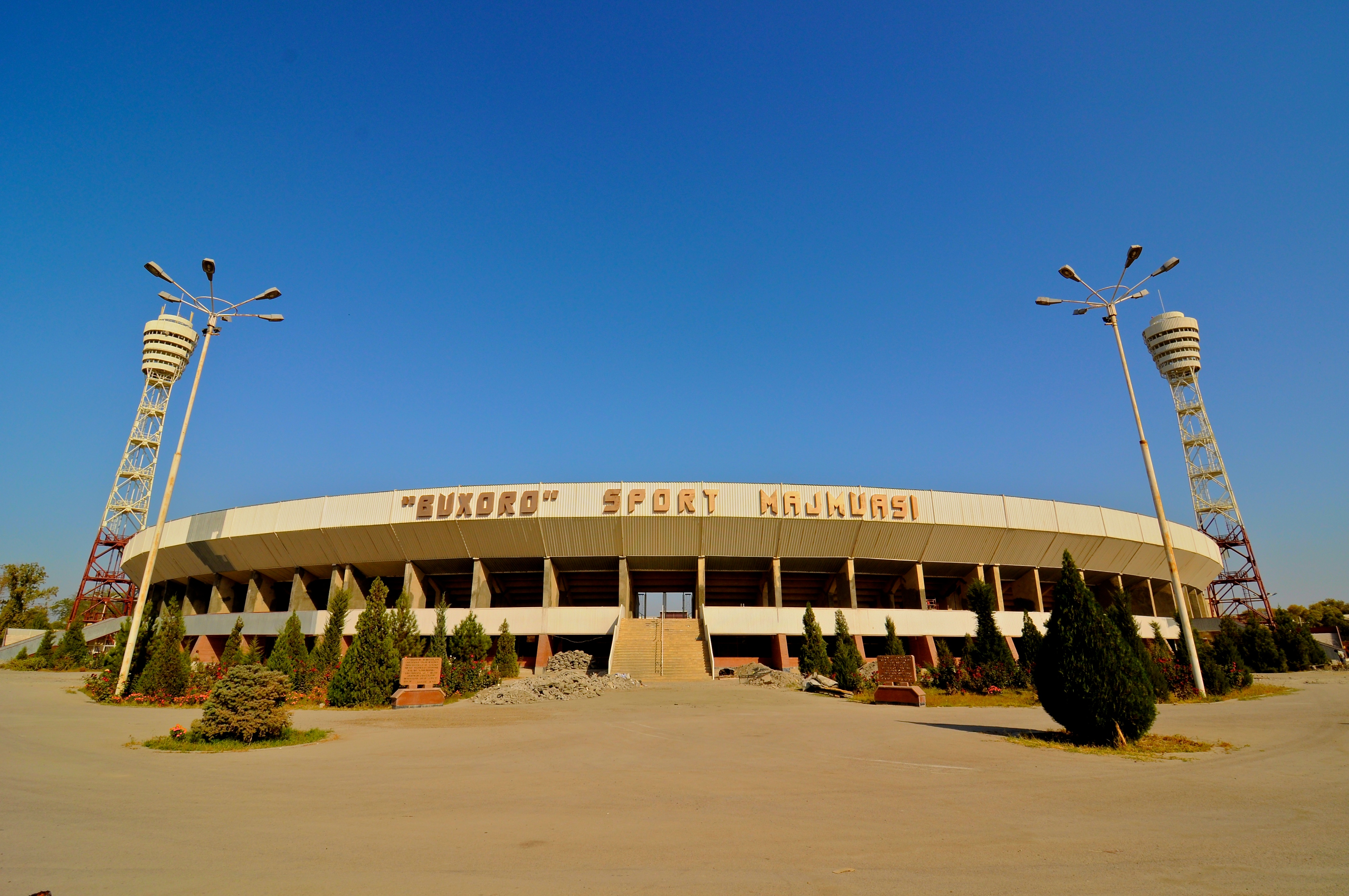
Imagen del exterior del Buxoro Sport Majmuasi.

El Buxoro Sport Majmuasi es un estadio multiusos que tiene una capacidad de 22.700 espectadores en un contorno oval rodeado de una pista de atletismo. En la taquilla, a la entrada del estadio, está estampado el logo claramente visible "Buxoro" Sport Majmuasi. El estadio ha sido modernizado, se instalaron asientos de plástico y unos focos de iluminación artificial de sorprendente diseño.

## Entrenadores
- Oleg Bugaev (1990)
- Stanislav Kaminskiy  (1991-1992), (1997-1998)
- Boris Lavrov (1993)
- Alexander Ivankov (1994)
- Mustafa Belyalov (1995)
- Islom Akhmedov (1996)
- Igor Plyugin (1996)
- Khakim Fuzailov (1998-99), (2022-23)
- Rauf Inileev (2009)
- Gennadiy Kochnev (2010-11)
- Jamshid Saidov (2012), (2016), (2020-21)
- Tachmurad Agamuradov (2012-13), (2015)
- Edgar Gess (2014)
- Said Seyidov (2014)
- Aleksandr Mochinov (2014-15)
- Ulugbek Bakayev (2017-18), (2023-presente)
- Bakhtiyor Ashurmatov (2019)
- Mukhsin Mukhamadiev (2019-20)
- Davron Fayziev (2021)

## Palmarés
- Primera Liga de Uzbekistán (1): 2010